# Dario Dainelli
Dario Dainelli (Pontedera, Italia, 9 de junio de 1979) es un exfutbolista italiano que jugaba de defensa.

## Biografía
Dario Dainelli empezó su carrera futbolística en las categorías inferioes del Empoli F. C. Este equipo lo cedió primero al Modena FC y luego al S. S. Cavese. Más tarde jugó en el A. S. Andria BAT.
En 2000 fichó por el U. S. Lecce, equipo con el que debutó en la Serie A. Fue el 18 de febrero de 2001 en un partido contra el A. S. Roma.
Después de esa temporada se marchó a jugar al Brescia Calcio. Este equipo lo cedió durante unos meses al Hellas Verona FC.
En 2004 firmó un contrato con su actual club, el A. C. F. Fiorentina, que tuvo que realizar un desembolso económico de 5,5 millones de euros para poder hacerse con sus servicios. Fue el capitán del equipo.
En 2010, debido a la llegada del brasileño Felipe desde el Udinese, Dainelli se vio perjudicado y fue traspasado al Génova por una cifra alrededor de los 3 millones de euros.
El 14 de mayo de 2019 anunció su retirada al término de la temporada tras 20 años como profesional.

## Selección nacional
Fue internacional con la selección de fútbol de Italia en una ocasión. Fue el 11 de junio de 2005 en un partido amistoso contra Ecuador (1-1).

## Clubes
| Club                 | País   | Año       | PJ  | Goles |
| -------------------- | ------ | --------- | --- | ----- |
| S. S. Cavese 1919    | Italia | 1999      | 10  | 0     |
| A. S. Andria BAT     | Italia | 1999-2000 | 28  | 1     |
| U. S. Lecce          | Italia | 2000-2001 | 14  | 0     |
| Brescia Calcio       | Italia | 2001-2002 |     |       |
| Hellas Verona F. C.  | Italia | 2002      | 13  | 0     |
| Brescia Calcio       | Italia | 2002-2004 |     |       |
| A. C. Fiorentina     | Italia | 2004-2010 | 163 | 8     |
| Génova F. C.         | Italia | 2010-2012 | 57  | 1     |
| A. C. ChievoVerona   | Italia | 2012-2018 | 137 | 3     |
| A. S. Livorno Calcio | Italia | 2018-2019 |     |       |